# Passagierluftfahrt

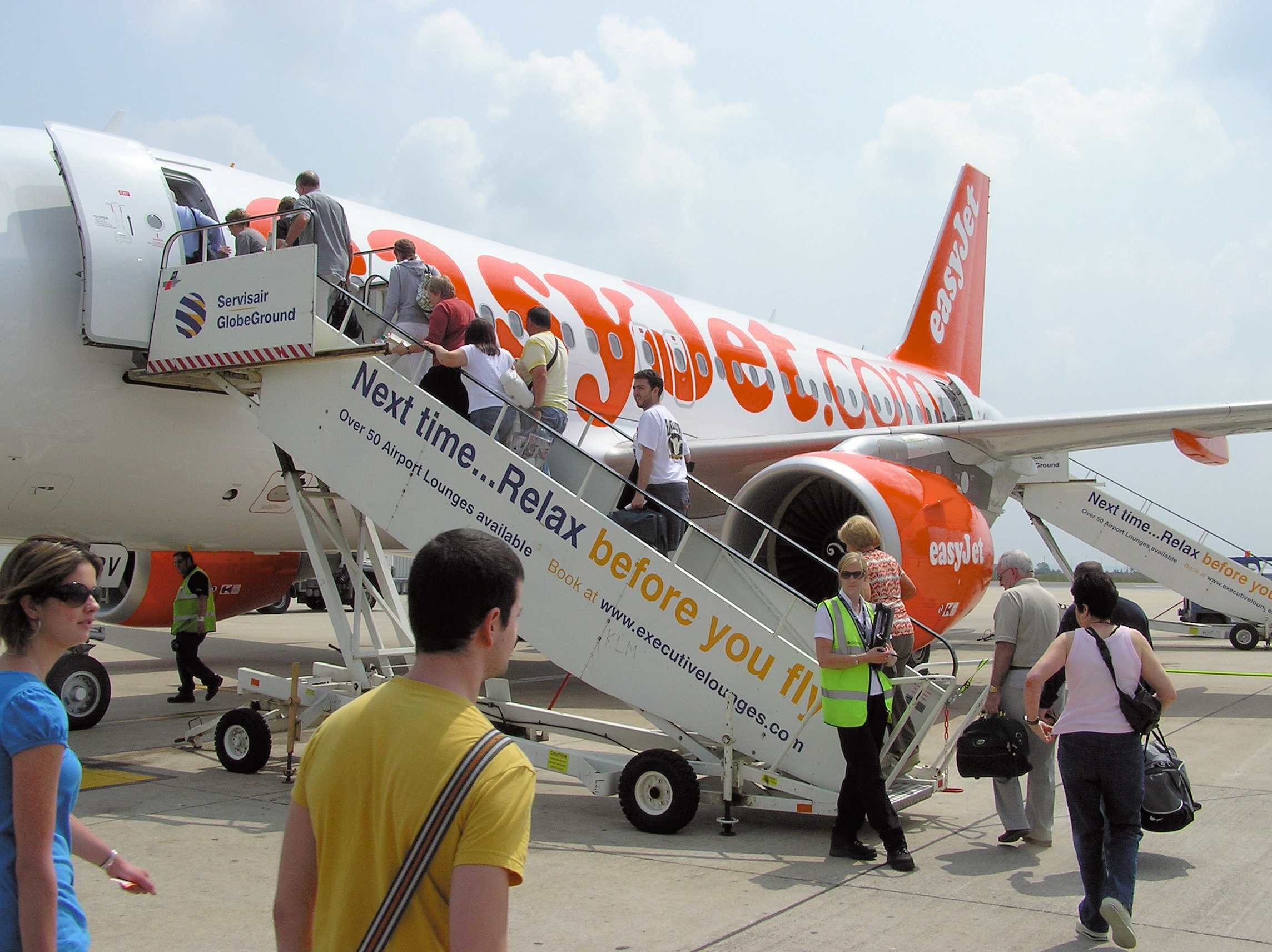
Fluggäste besteigen ein Passagierflugzeug

Die Passagierluftfahrt ist der Teil der Luftfahrt, der die Beförderung von Passagieren im Luftverkehr betrifft.

## Beginn
Die ersten Luftfahrzeuge zu Anfang des 20. Jahrhunderts waren mit ihrer Motorenleistung noch so schwach, dass sie gerade die Maschine und ihren Flugzeugführer in die Luft brachten. Bis zum Ausbruch des Ersten Weltkrieges 1914 waren die Leistungen der Flugzeuge stark verbessert worden, aber für einen Personenverkehr mit Flugzeugen reichte es noch nicht.

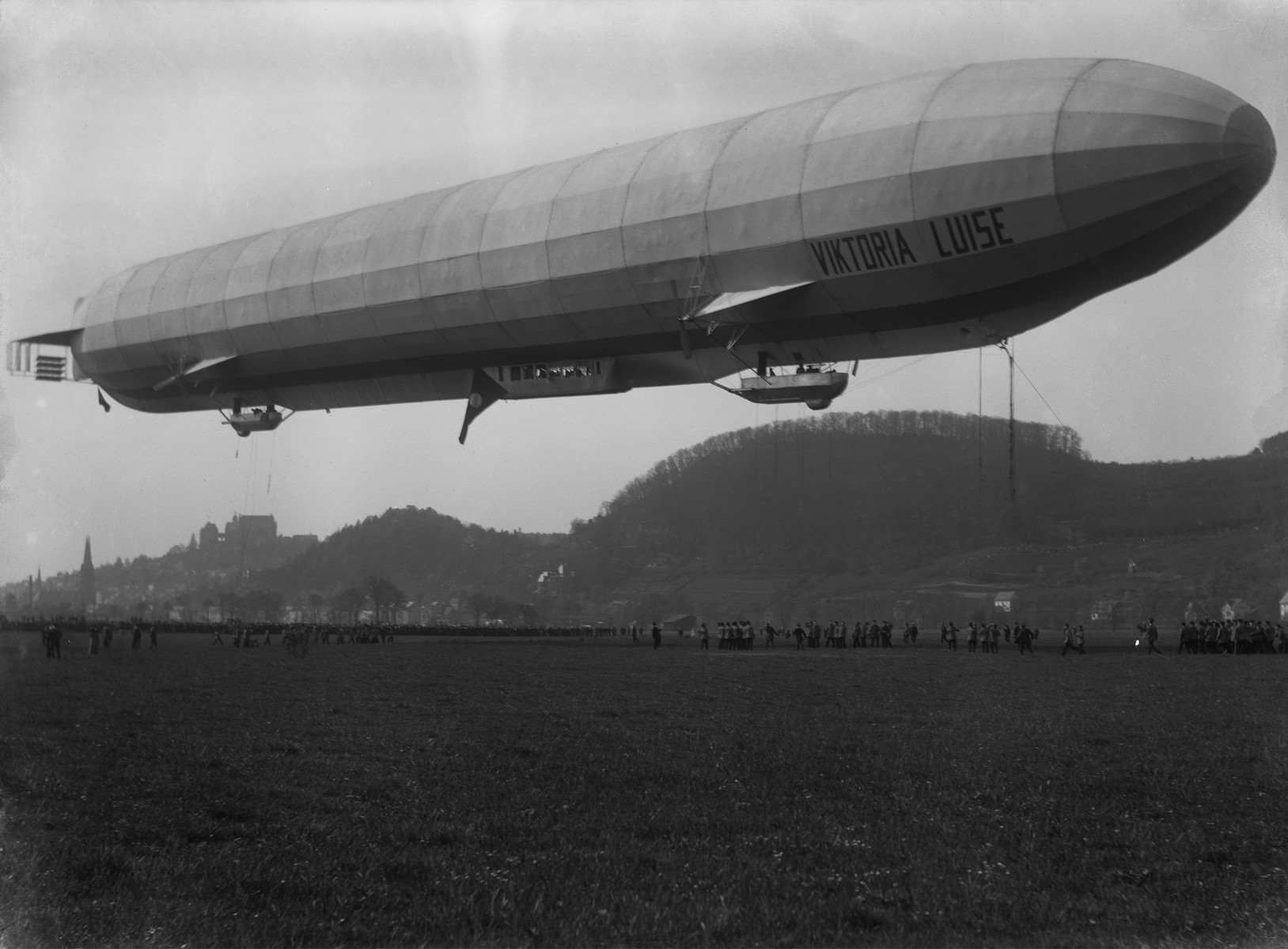
Verkehrsluftschiff LZ 11 Viktoria Luise 1912

Dafür waren die Luftschiffe des Grafen Zeppelin soweit entwickelt, dass mit ihnen vor dem Ersten Weltkrieg die Passagierluftfahrt in Deutschland aufgenommen werden konnte. Die dafür 1909 gegründete Deutsche Luftschifffahrt-Aktiengesellschaft DELAG war die erste Luftfahrtgesellschaft der Welt und betrieb den weltersten Passagierluftverkehr. Der Ausbruch des Ersten Weltkrieges verhinderte die Ausweitung des deutschen Zeppelin-Streckennetzes in andere europäische Länder.

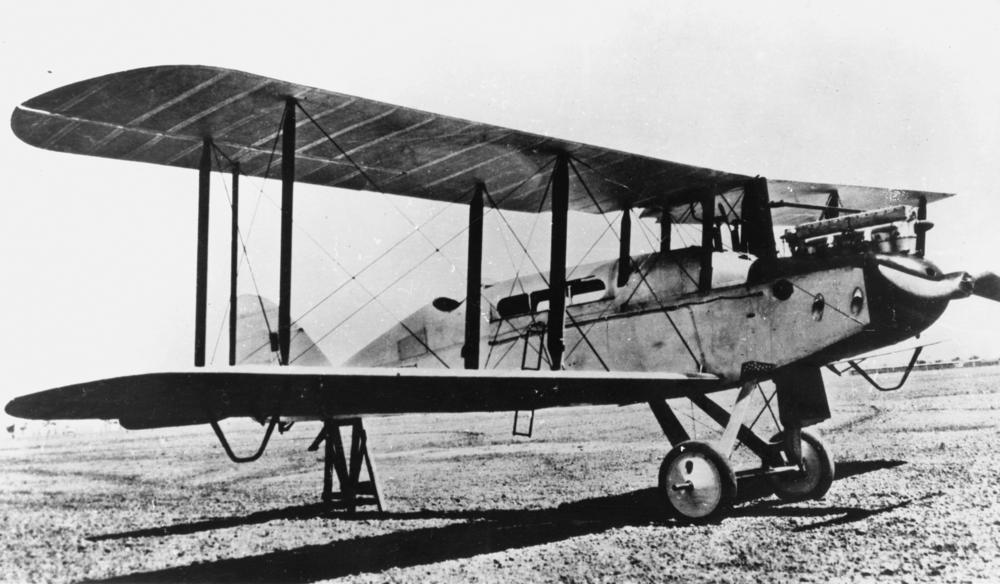
Eine als Bomber entwickelte Airco D.H.9 mit einer Passagierkabine

Durch die rasche Entwicklung der Flugzeuge im Ersten Weltkrieg konnte nach dem Krieg ernsthaft an den Beginn der Passagierluftfahrt mit Flugzeugen gegangen werden. Flugzeuge und Piloten waren ebenfalls im Überfluss vorhanden und wollten kommerzielle Aufträge übernehmen. Sie wurden zunächst vor allem zur Postbeförderung eingesetzt. So wurde im Februar 1919 die erste Luftpostbeförderung der Welt mit Flugzeugen zwischen Berlin und Weimar aufgenommen. Die Flugzeuge transportierten darüber hinaus schon im ersten Monat neunzehn Passagiere. Auch Reichspräsident Friedrich Ebert verzichtete dabei auf jeglichen Komfort: Er saß mit minimalem Platz zwischen den Piloten im offenen Cockpit. Im selben Jahr flog Aircraft Transport & Travel die erste internationale Strecke von London nach Paris. Flugzeuge des dabei eingesetzten Typs Airco D.H.9 bekamen später auch eine geschützte Passagierkabine.
Die Passagierluftfahrt entwickelte sich danach zweigeteilt: In den USA mit ihren großen Distanzen entwickelte sich ein rein marktwirtschaftliches System und bis 1930 etablierten sich die „Großen Vier“. In Europa war die Entwicklung der Luftfahrt viel mehr durch politische Vorgaben mit bestimmt.

## Entwicklung bis zum Zweiten Weltkrieg

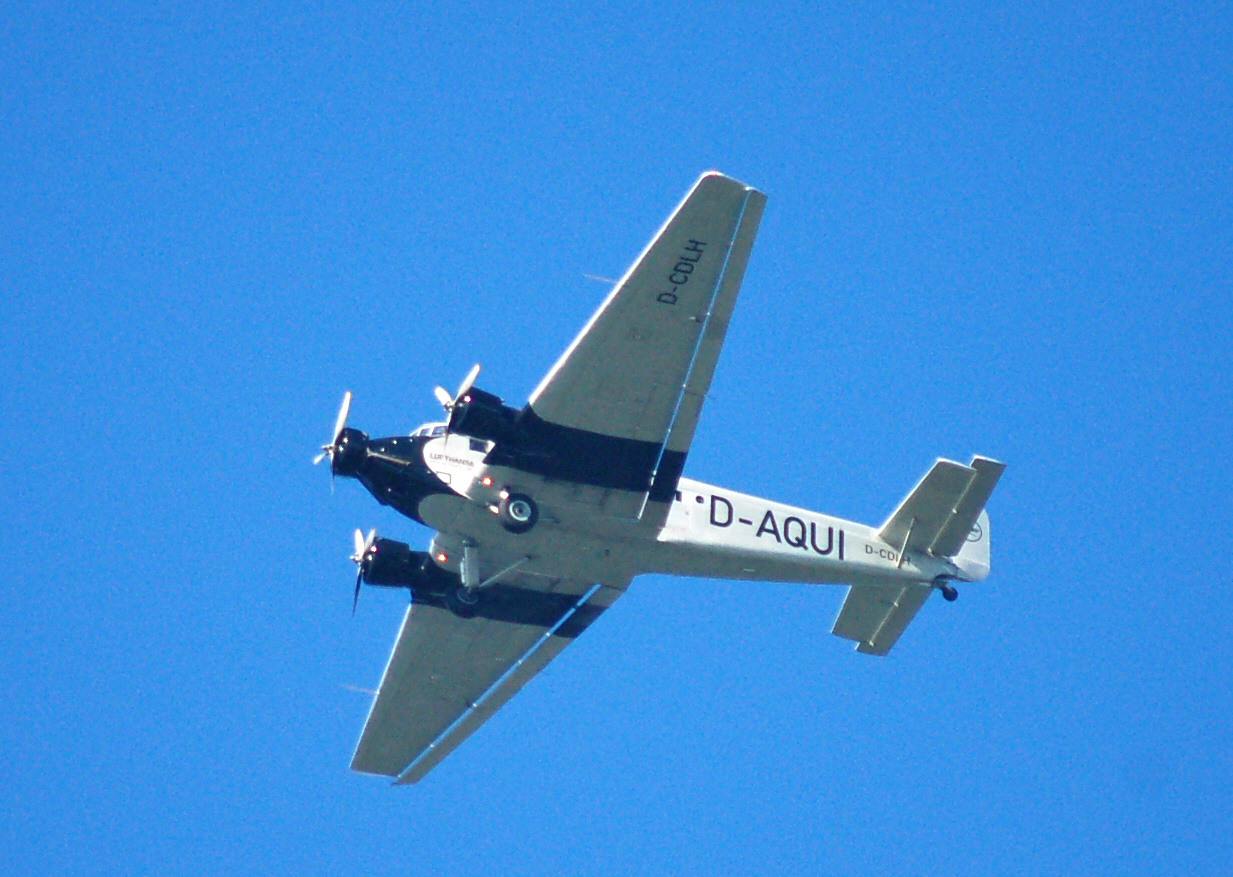
Propellerflugzeug Junkers Ju 52

In den 1920er Jahren wuchs das europäische Passagierstreckennetz schnell. Durch verfeinerte Technik und Instrumente wurden auch Flüge bei schlechtem Wetter und in der Nacht möglich. In Deutschland lieferten die Askania Werke oder Anschütz die dafür benötigten Instrumente wie den von Maximilian Schuler entwickelten Wendezeiger. Am Boden entstanden Funksysteme zur Unterstützung der Navigation durch Funkpeilung.
Mit der Gründung der Deutschen Luft Hansa 1926 entstand die größte Luftverkehrsgesellschaft und mit der Junkers Ju 52 ging 1932 das erste in großen Zahlen eingesetzte Passagierflugzeug in Europa in Serienfertigung. In den USA flog um jene Zeit die richtungsweisende Boeing 247 allen zuvor eingesetzten Flugzeugtypen davon. Ab 1934 kam als deren Konkurrentin die Douglas DC-2 zum Einsatz, deren vergrößerte Version DC-3 von 1935 bis 1946 insgesamt 11.142 Mal gebaut wurde – bis heute die größte Anzahl für ein Passagier- oder Transportflugzeug und auch im Jahr 2020 noch in Betrieb. Entscheidend für den Passagierluftverkehr war auch der bis heute andauernde weltweite Bau und Ausbau von Flughäfen.
Der Atlantikpersonenluftverkehr blieb zunächst den Zeppelinen vorbehalten, da die Flugzeuge noch weit von den dazu erforderlichen Langstreckenflugleistungen mit Passagieren entfernt waren. Mit der Zerstörung des Luftschiffes Hindenburg bei New York 1937 endete jedoch die Passagierluftfahrt mit Zeppelinen.
Im Jahr 1935 waren in Europa Air France und die Lufthansa die größeren Fluggesellschaften als die britische Imperial Airways. Imperial besaß hingegen das weitaus längste Streckennetz in die britischen Kolonien. Auf ihren Strecken wurde immer noch viel Raum von Luftpost eingenommen: In der Vorweihnachtszeit mit ihrer vergrößerten Postmenge wurde sogar die Anzahl der Sitzplätze reduziert. Imperial flog 1927 erstmals außereuropäisch von Kairo nach Bagdad. Danach wurde an Verbindungen bis Karatschi und Singapur gearbeitet. Erst im Dezember 1933 war die Reise nach Singapur möglich und ergänzte das Angebot der KLM. Die KLM wiederum erschloss mit ihren Flügen Batavia und zwar rascher und mit weniger der Post geschuldeten Zwischenlandungen. Im Jahr 1934 konnte man auf der weltweit längsten angebotenen Route in zwölf Tagen mit Imperial von London nach Brisbane gelangen. Schon 1932 war der Verkehr nach Südafrika aufgenommen worden. Bei der PanAm, Air France, Lufthansa und Imperial kamen auf Langstrecken oft Flugboote zum Einsatz.
Die weltweite Ausdehnung des Passagierluftverkehrs dauerte bis zum Zweiten Weltkrieg an. So hatte auch die Lufthansa ihr Streckennetz bis zum Beginn des Krieges 1939 bis nach Bangkok sowie für Post weiter nach Asien und nach Südamerika ausgedehnt und betrieb dort Fluggesellschaften als Außenposten. Versuchsflüge mit der Focke-Wulf Condor von Berlin nach New York und Tokio waren bereits unternommen worden.
90 Prozent des weltweiten Luftverkehrs wurden 1939 mit der DC-3 ausgeführt. Noch vor Kriegseintritt der USA kündigte sich die nächste wesentliche Verbesserung des Flugkomforts an: Dank einer Druckkabine konnte mit dem Typ Boeing Stratoliner ein ruhigerer Flugweg oberhalb eines großen Teils des Wettergeschehens der Troposphäre gewählt werden.
Im Zweiten Weltkrieg lief der Passagierluftverkehr in vielen Ländern, auch staatenübergreifend, weiter, wenn auch unter kriegsbedingten Einschränkungen.

## Passagierluftfahrt nach dem Zweiten Weltkrieg
Nach dem Zweiten Weltkrieg kam der Passagierliniendienst über den Atlantik auf. Im Höhepunkt der Kriegsjahre hatte alle 13 Minuten ein Flugzeug des U.S. Air Transport Command den Atlantik überquert. 1947 wurden weltweit insgesamt 21 Millionen Passagiere transportiert.
Ab den 1950er Jahren verdrängte insbesondere auf den Fernstrecken das Strahlflugzeug als Passagierflugzeug das Propellerflugzeug.
Um 1957 wurden weltweit 87 Millionen Passagiere gezählt und erstmals überquerten gleich viele Flugpassagiere den Nordatlantik wie Schiffspassagiere. In den USA begann in den 1960er Jahren mit der Einführung der Strahlflugzeuge der Inlandsluftverkehr immer größere Dimensionen anzunehmen. In Europa begann in den 1970er Jahren mit dem Urlaubsflugverkehr der Durchbruch der Flugreisen für jedermann. Ein weiterer Sprung im Personenluftverkehr wurde durch die Einführung von Großraumflugzeugen erreicht, die jeweils hunderte von Fluggästen befördern können, so geschehen 1970 durch die Boeing 747 und 2007 mit dem Airbus A 380.

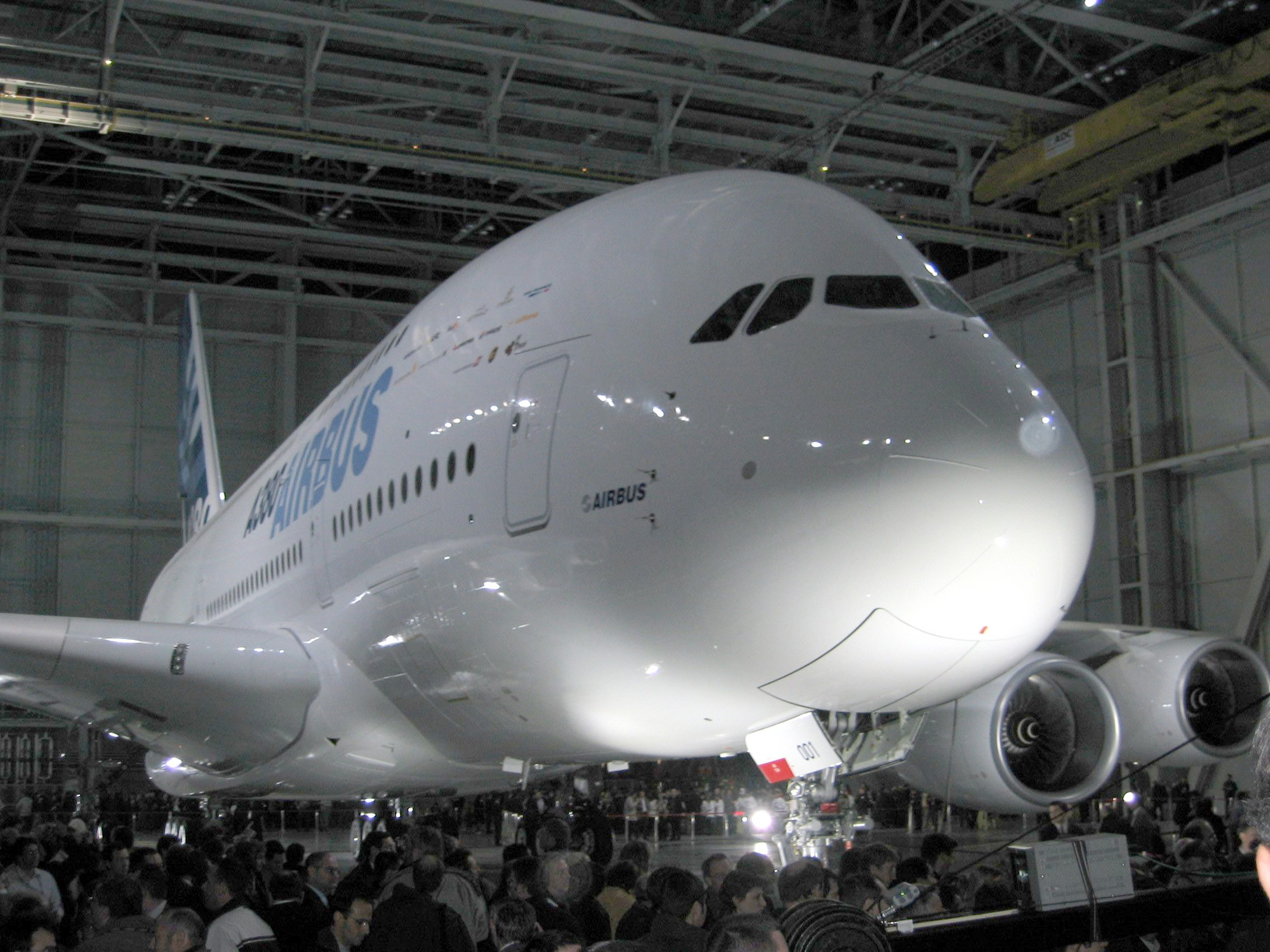
Großraumflugzeug Airbus A 380

Mit den Preissenkungen der Flugreisen, die durch immer größere Passagierzahlen möglich wurden, und dem Einstieg der Billigfluggesellschaften in das internationale Fluggeschäft in den USA in den 1980er Jahren und in Europa in den 1990er Jahren wurde die Passagierluftfahrt weltweit endgültig zu einem Massenverkehrsmittel. Im Jahr 1999 hatte sich die Zahl beförderter Passagiere auf 1600 Millionen erhöht. Bis im Jahr 2018 war die Passagierzahl nochmals gestiegen auf 4300 Millionen. Am lukrativsten blieb jedoch der Geschäftsreiseverkehr mit Flügen in Business- und erster Klasse.
Erst während der Corona-Pandemie 2020 brachen diese Reisen zu Geschäftstreffen zusammen und wurden durch Webkonferenzen ersetzt. Die optimistischsten Prognosen im Dezember 2020 erwarteten für die Zeit nach der Pandemie einen Rückgang der Geschäftsreisetätigkeit um 20 Prozent.
Während der Pandemie standen zeitweise bis zu zwei Drittel aller Flugzeuge am Boden. Im Jahr 2020 hatten sich die Auslieferungen neuer Flugzeuge an Fluggesellschaften gegenüber den Absichten zu Jahresbeginn ungefähr halbiert.
Insgesamt verringerte sich die Anzahl der im Einsatz stehenden Flugzeuge um 17 Prozent von rund 29.000 Maschinen auf rund 24.000 Maschinen. Die Treibstoffeffizienz verbesserte sich in diesem Jahr durch die beschleunigte Ausmusterung älterer Flugzeugtypen. Allgemein wurde für die Zeit nach 2020 ein Rückgang des Luftverkehrs erwartet auch durch die teils von Staaten aufgrund der Klimakrise beschlossenen Preissteigerungen durch Umweltabgaben.